# Zbigniew Frost
Zbigniew Stanisław Frost (ur. 3 listopada 1956 w Gdańsku) – polski przedsiębiorca, poseł na Sejm I kadencji.

## Życiorys
Ukończył w 1982 studia na Wydziale Mechanicznym i Technologicznym Politechniki Gdańskiej. W 1991 uzyskał mandat posła na Sejm I kadencji. Został wybrany z listy ogólnopolskiej kandydatów w okręgu gdańskim z ramienia Konfederacji Polski Niepodległej. Zasiadał w Komisji Przekształceń Własnościowych, Komisji Stosunków Gospodarczych z Zagranicą i Gospodarki Morskiej oraz Komisji Nadzwyczajnej do rozpatrzenia projektów ustaw w ramach Paktu o przedsiębiorstwie państwowym, a także w czterech podkomisjach. W 1993 bezskutecznie ubiegał się o reelekcję. Do połowy lat 90. kierował gdańskim okręgiem KPN, później wycofał się z działalności politycznej i zajął się prowadzeniem prywatnej działalności gospodarczej.